# جنگ داخلی کردستان عراق
جنگ داخلی کردستان عراق که در فرهنگ سیاسی کردها با نام جنگ برادرکشی (به کردی: شه‌ڕی براکوژی) شناخته می‌شود، به درگیری نظامی میان جناح‌های سیاسی رقیب در کردستان عراق در سال‌های میانی دههٔ ۱۹۹۰ گفته‌می‌شود که طی آن به‌طور عمده دو جریان حزب دموکرات کردستان عراق و اتحادیهٔ میهنی کردستان با یکدیگر به درگیری نظامی پرداختند. پس از گذشت دوره‌ای، نیروهای نظامی حکومت‌های ایران، عراق آمریکا و ترکیه نیز به این درگیری‌ها پیوستند  بین ۳ هزار تا ۵ هزار شبه‌نظامی و غیرنظامی در این جنگ کشته‌شدند، اما منابع محلی از کشته‌شدن ۸ هزار نفر غیرنظامی در جریان بیش از سه سال درگیری صحبت می‌کنند.

## پس‌زمینه

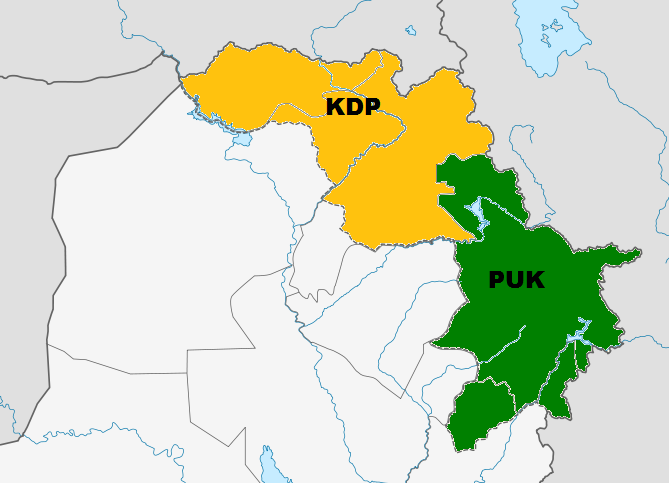
مناطق تحت کنترل توسط KDP و PUK در کردستان عراق- 1996

خودمختاری در کردستان عراق در واقع از دههٔ ۱۹۷۰ میلادی تحت عنوان اقلیم خودمختار کردستان به دنبال توافق پیمان خودمختاری میان حکومت عراق و رهبران کرد عراقی برقرار شده‌بود. شورای قانونگذاری در شهر اربیل با اعتبار اسمی در مناطق کردنشین اربیل، دهوک و نیز در سلیمانیه تأسیس شده‌بود. درگیری‌های نظامی متعدد میان کردهای خواهان خودمختاری و نیروهای حکومت عراق تا زمان خیزش ۱۹۹۱ در عراق تداوم یافت و مسئلهٔ تأمین امنیت پناهجویان کرد منجر به صدور قطعنامه ۶۸۸ شورای امنیت سازمان ملل متحد شد که سبب توجیه انجام عملیات تأمین آسایش به منظور تأمین امنیت اقلیم کردستان عراق در جریان حملات نیروی هوایی می‌شد و به‌طور همزمان کمک‌رسانی به پناهجویان کرد نیز که از آزار و اذیت فرار کرده‌بودند انجام می‌شد. منطقهٔ پرواز ممنوع دهوک و اربیل را پوشش می‌داد، اما سلیمانیه و کرکوک را شامل نمی‌شد. این مسئله زمینه‌ساز بروز زنجیره‌درگیری‌های خونین بعدی میان نیروهای عراقی و نیروهای کرد شد. اندک زمانی پس از آن، توازن قوا به دشواری برقرار شد و عراق نیروهای نظامی و کارمندان حکومتی خود را از در اکتبر ۱۹۹۱ از منطقه خارج ساخت. از آن زمان به بعد کردستان عراق تحت رهبری دو حزب کردی عمده، حزب دموکرات کردستان عراق و اتحادیهٔ میهنی کردستان، خارج از کنترل بغداد به یک منطقهٔ مستقل دوفاکتو تبدیل شد. اقلیم کردستان عراق از آن زمان پرچم و سرود ملی ویژهٔ خود را برگزید.
اقلیم کردستان عراق انتخابات پارلمانی خود را در ۱۹۹۲ برگزار کرد. حزب دموکرات کردستان عراق اکثریت آراء را در مناطق دهوک و اربیل به دست آورد، در حالی که اتحادیهٔ میهنی کردستان در مناطق سلیمانیه و دیاله (به ویژه خانقین و کفری) رأی گسترده‌ای آورد. در نتیجهٔ این انتخابات پارلمان کردستان میان اتحادیهٔ میهنی کردستان به رهبری جلال طالبانی و حزب دموکرات کردستان عراق به رهبری مسعود بارزانی دوشقه شد.
حکومت عراق پس از خارج ساختن نیروهایش از کردستان در اکتبر ۱۹۹۱، برنامهٔ محاصرهٔ اقتصادی اقلیم کردستان را به اجرا گذاشت که محدودیت‌های نفتی و غذایی را شامل می‌شد. افزون بر این تحریم‌های سازمان ملل متحد در قبال عراق نیز تأثیر گسترده‌ای بر اقتصاد کردستان گذاشت و از تجارت میان کردها و ملت‌های دیگر جلوگیری می‌کرد، چنان‌که تمام مبادلات اقتصادی میان کردستان عراق و جهان خارج از طریق بازار سیاه انجام می‌گرفت.

## درگیری حزب دموکرات کردستان و اتحادیهٔ میهنی در مه ۱۹۹۴
درگیری میان دو جناح در مه ۱۹۹۴ بروز کرد. این درگیری نزدیک به ۳۰۰ کشته بر جای گذاشت. در خلال سال بعد، نزدیک به ۲ هزار نفر در درگیری‌های دو طرف کشته‌شدند. به گفتهٔ روبرت بائر مأمور سی‌آی‌ای، اعضای سپاه پاسداران انقلاب اسلامی ایران حمایت محدودی از حزب دموکرات کردستان انجام دادند و به نیروهای این حزب اجازه دادند تا از خاک ایران برای حملاتشان استفاده کنند.

## قتل طرح‌ریزی‌شدهٔ صدام حسین
در ژانویهٔ ۱۹۹۵، روبرت بائر مأمور سی‌آی‌ای به‌همراه تیم ۵ نفره‌اش به شمال عراق سفر کرد تا پایگاه سی‌آی‌ای را در کردستان مستقر کند. وی با رهبری کردستان ارتباط ایجاد کرد و میان بارزانی و طالبانی برای مذاکره میانجی شد.
در این زمان، بائر با یک ژنرال عراقی که طرحی برای کشتن صدام حسین داشت ارتباط گرفت. طرح وی بدین صورت بود که یگانی متشکل از ۱۰۰ نیروی عراقی خائن به صدام را متحد کرده و در هنگام عبور صدام از پلی در نزدیکی تکریت، وی را بکشد. بائر این طرح را به اطلاع مقامات واشینگتن رساند، اما پاسخی دریافت نکرد. پس از سه هفته، نقشه مورد تجدید نظر قرار گرفت. نقشهٔ جدید بدین صورت بود که نیروهای کرد از شمال عراق حمله‌ای را تدارک ببینند و در این زمان نیروهای عراقی یکی از کاخ‌های صدام را با تانک نشانه رفته و رهبر عراق را بکشند. بائر این نقشه را هم به واشینگتن مخابره کرد، اما پاسخی دریافت نداشت. در روز ۲۸ فوریه، ارتش عراق در آماده‌باش کامل قرار گرفت. در برابر، نظامیان ایران و ترکیه نیز در آماده‌باش قرار گرفتند. بائر مستقیماً از تونی لیک مشاور امنیت ملی پیامی دریافت داشت مبنی بر اینکه عملیات وی در معرض خطر است. این اخطار به اطلاع متحدان عراقی و کرد بائر رسانده‌شد. بارزانی پس از دریافت این اطلاعات جدید، از نقشهٔ حمله عقب‌نشینی کرد و نیروهای اتحادیهٔ میهنی کردستان به رهبری طالبانی را وانهاد تا به تنهایی آن را انجام بدهند.
افسران ارتش عراق که در پی قتل صدام بودند، اینگونه در معرض خطر افتاده، و پیش از آنکه بتوانند عملیاتشان را به پیش ببرند، بازداشت و سپس اعدام شدند. با این حال حملهٔ اتحادیهٔ میهنی مطابق با برنامه انجام شد و نیروهای پیشمرگ اتحادیهٔ میهنی توانستند سه لشکر ارتش عراق را نابود، و ۵ هزار نفر اسیر بگیرند. علی‌رغم درخواست بائر برای پشتیبانی آمریکا از این حمله، پیشنهادی از سوی آمریکا صورت نگرفت و در نهایت نیروهای کرد مجبور به عقب‌نشینی شدند. بائر به سرعت از عراق فراخوانده‌شد و به‌طور مختصر در ارتباط با تلاش برای قتل صدام حسین مورد بازجویی قرار گرفت. احتمالاً وی بعداً پاکسازی شده‌باشد.

## حملهٔ ارتش عراق در ۱۹۹۶
اگرچه پارلمان کردستان در مه ۱۹۹۶ دست از کار کشید، اما آتش‌بس شکننده میان اتحادیهٔ میهنی کردستان و حزب دموکرات کردستان عراق تا پایان تابستان ۱۹۹۶ ادامه یافت. در این دوره، به حکومت عراق از سوی حزب دموکرات کردستان عراق اجازه داده‌شد تا مسیر قاچاقی را از درون حوضهٔ رودخانهٔ خابور به منظور صادرات غیرقانونی نفت ایجاد کند. بارزانی و شریکانش شانس مالیات‌گیری بر روی این تجارت را از آن خود کردند و در ازای آن این امکان را برای حکومت عراق فراهم کردند که هفته‌ای چندین میلیون دلار عایدات داشته‌باشد. این مسئله سبب ایجاد درگیری با اتحادیهٔ میهنی کردستان بر سر کسب منفعت از صادرات و واردات کردستان شد. اگرچه دو حزب به توافق رسیدند که مسیر قاچاق عراق-ترکیه باید میان دو گروه تقسیم شود، اما حزب دموکرات کردستان عراق تلاشش را برای ایجاد کنترل بیشتر بر عبور کالا در داخل کردستان ادامه داد.
طالبانی نیز اتحادی را با ایران ایجاد کرد که به آن‌ها اجازه می‌داد تا تهاجماتشان را علیه حزب دموکرات کردستان ایران در ۲۸ ژوئیه از شمال عراق هدایت کنند. بارزانی با چشم‌انداز جنگ علیه ایران و اتحادیهٔ میهنی کردستان، از صدام حسین تقاضای مساعدت کرد. صدام نیز که این موقعیت را شانسی برای کنترل مجدد شمال عراق می‌دید، درخواست بارزانی را پذیرفت. در روز ۳۱ اوت، ۳۰ هزار نیروی عراقی به رهبری لشکر زرهی گارد ریاست جمهوری عراق به همراه نیروهای حزب دموکرات کردستان عراق، به ۳ هزار نفر پیشمرگ اتحادیهٔ میهنی کردستان در اربیل به رهبری کوسرت رسول علی حمله کردند. اربیل تصرف شد و نیروهای عراقی ۷۰۰ نفر از نیروهای پیشمرگ اتحادیهٔ میهنی کردستان و نیز کنگرهٔ ملی عراق، گروهی مخالف در خارج از اربیل را اعدام کردند.
این حمله بر ترس آمریکا از امکان وقوع نسل‌کشی کردها، به مانند نسل‌کشی ۱۹۸۸ و ۱۹۹۱ افزود. این حرکت همچنین همچنین نقض آشکار قطعنامه ۶۸۸ شورای امنیت سازمان ملل متحد از سوی صدام بود که سرکوب اقلیت‌های قومی عراق را ممنوع اعلام کرده‌بود. در پاسخ، مقامات دولت بیل کلینتون در ۳ سپتامبر عملیات ضربت صحرا را آغاز کردند که طی آن کشتی‌های آمریکایی و بمب‌افکن‌های بی-۵۲ استراتوفورترس، ۲۷ موشک کروز را به سوی پایگاه‌های نیروی هوایی عراق در جنوب این کشور پرتاب کردند. روز بعد، ۱۷ موشک کروز دیگر نیز از کشتی‌های آمریکایی به سوی پایگاه‌های نیروی هوایی عراق پرتاب شد. ایالات متحده همچنین جنگنده‌های خود و نیز یک ناو هواپیمابر را در منطقهٔ خلیج فارس مستقر کرده و وسعت منطقهٔ پرواز ممنوع جنوبی نیز تا مدار ۳۳ درجه شمالی به سوی شمال افزایش یافت.
برای اطلاعات بیشتر در این زمینه، نگاه کنید به: عملیات ضربت صحرا.
پس از آنکه کنترل اربیل به حزب دموکرات کردستان عراق واگذار شد، نیروهای عراقی از مناطق کردنشین عقب‌نشینی کرده و به موقعیت اولیهٔ خود بازگشتند. حزب دموکرات کردستان اقدام به بیرون راندن اتحادیهٔ میهنی کردستان از پناه‌گاه‌های دیگرش کرده و با کمک نیروهای عراقی در روز ۹ سپتامبر سلیمانیه را تصرف کرد. جلال طالبانی و اتحادیهٔ میهنی به سوی مرزهای ایران عقب‌نشینی کرده، و نیروهای آمریکایی ۷۰۰ نفر از افراد کنگرهٔ ملی عراق و ۶ هزار نفر از کردهای طرفدار غرب را از شمال عراق خارج ساختند. در ۱۳ اکتبر، سلیمانیه از سوی نیروهای اتحادیهٔ میهنی کردستان، گفته می‌شود با پشتیبانی نیروهای ایران بازپس گرفته‌شد.

## مداخلهٔ ترکیه
درگیری‌ها میان حزب دموکرات کردستان عراق و اتحادیهٔ میهنی کردستان در زمستان نیز ادامه پیدا کرد. چیزی که مسئله را پیچیده‌تر می‌کرد این بود که حزب کارگران کردستان (پ.ک. ک) در عراق حضور داشت. پ.ک. ک که با اتحادیهٔ میهنی کردستان روابط دوستانه‌ای داشت، مبارزه با حمایت‌کنندگان از حزب دموکرات کردستان را آغاز کرد. ارتش ترکیه نیز مدعی شد که پ.ک. ک به شهروندان آشوری حامی حزب دموکرات حمله می‌کند و در ماه مه در اقدامی خشونت‌بار در تلاش برای ریشه‌کنی حزب کارگران کردستان در کردستان عراق، عملیات چکش را به اجرا گذاشت. اگرچه گفته می‌شود که این عملیات تلفات سنگینی برای پ.ک. ک به همراه داشت، اما این حزب به فعالیتش در کردستان عراق ادامه داد.
در ۲۵ سپتامبر ۱۹۹۷، نیروهای ترکیه بار دیگر وارد کردستان عراق شدند و با ادعای تلاش برای وضع آتش‌بس بین طرفین، به مواضع اتحادیهٔ میهنی کردستان و حزب کارگران کردستان حمله کردند. عملیات دوم نیز تلفات سنگینی به پ.ک. ک وارد آورد و در نهایت مذاکرات آتش‌بس میان اتحادیهٔ میهنی کردستان و حزب دموکرات کردستان عراق آغاز شد.
به رغم آتش‌بس، درگیری جدیدی میان طرفین آتش‌بس، حزب دموکرات کردستان عراق و اتحادیهٔ میهنی کردستان در اکتبر و نوامبر درگرفت. در این دور از درگیری‌ها ۱۲۰۰ نیروی دو طرف کشته و ۱۰ هزار نفر از خانه‌های خود آواره شدند. در ۲۴ نوامبر ۱۹۹۷، حزب دموکرات کردستان آتش‌بس یک‌جانبه اعلام کرد. اتحادیهٔ میهنی نیز اگرچه به‌طور رسمی اعلام آتش‌بس نکرد، اما اعلام کرد که نیروهایش باید به ترک منازعه احترام گذارند، هرچند مدعی شد که نیروهای حزب دموکرات کردستان عراق در ۲۵ نوامبر با حمله به مواضع اتحادیهٔ میهنی ترک منازعه را نقض کرده‌اند.

## پی‌آمدها

تقسیم کردستان عراق پس از جنگ داخلی.

در سپتامبر ۱۹۹۸، جلال طالبانی و مسعود بارزانی در توافقی با میانجیگری ایالات متحده موسوم به پیمان واشینگتن، معاهدهٔ صلح رسمی امضاء کردند. بر مبنای این پیمان، دو حزب توافق کردند که درآمد و قدرت را با یکدیگر تشریک کنند، با استفادهٔ حزب کارگران کردستان از شمال کردستان مخالفت کنند، و به نیروهای عراقی اجازه ندهند وارد مناطق کردنشین شوند. ایالات متحدهٔ آمریکا نیز متعهد شد تا از نیروهای نظامی‌اش برای حفاظت از کردها در برابر احتمال تجاوز صدام حسین استفاده کند. در همین زمان، پیاده‌سازی برنامهٔ نفت در برابر غذا درآمدی را برای شمال عراق ایجاد کرد و امکان ارتقای استانداردهای زندگی را فراهم ساخت. کردستان عراق تا پیش از آنکه گروه تروریستی انصارالاسلام در دسامبر ۲۰۰۱ در منطقه ایجاد شود و درگیری‌های جدیدی را ایجاد کند، به یک منطقهٔ نسبتاً آرام تبدیل شد.
تقریباً یک ماه پس از آن، بیل کلینتون قانون آزادی عراق را امضاء کرد و امکان کمک نظامی به گروه‌های اپوزیسیون عراقی، و از آن‌جمله حزب دموکرات کردستان عراق و اتحادیهٔ میهنی کردستان ایجاد شد. حزب دموکرات کردستان عراق تخمین زده‌است که از اکتبر ۱۹۹۶ تا اکتبر ۱۹۹۷، نزدیک به ۵۸ هزار نفر از طرفدارانش از مناطق تحت کنترل اتحادیهٔ میهنی اخراج شده‌ند. اتحادیهٔ میهنی نیز اعلام کرده‌است که ۴۹ هزار نفر از طرفدارانش از اوت ۱۹۹۶ تا دسامبر ۱۹۹۷ از مناطق تحت کنترل حزب دموکرات کردستان عراق اخراج شده‌اند.
اتحادیهٔ میهنی کردستان و حزب دموکرات کردستان پس از آن در جریان اشغال عراق در سال ۲۰۰۳ همکاری کردند و نیروهای عراقی را با کمک نیروی هوایی آمریکا مسیریابی کرده و بیشتر منطقهٔ شمال عراق، شامل شهرهای کرکوک و موصل را تحت تسلط خود درآوردند. پس از اشغال، مسعود بارزانی به عنوان رئیس حکومت اقلیم کردستان و جلال طالبانی نیز به عنوان رئیس‌جمهور عراق انتخاب شدند.